# Leni Lohmar
Magdalena „Leni“ Lohmar, nach Heirat Leni Henze, (* 19. Oktober 1914 in Bonn; † 31. Dezember 2006 in Witten) war eine deutsche Schwimmerin, die bei den Olympischen Spielen 1936 eine Medaille gewann.
Leni Lohmar schwamm für die Schwimm- und Sportfreunde Bonn 1905. Bei den Olympischen Spielen 1936 trat sie über 100 Meter Freistil an und schied im Vorlauf aus. Die Freistilstaffel mit Ruth Halbsguth, Leni Lohmar, Ingeborg Schmitz und Gisela Arendt gewann Silber hinter den Niederländerinnen. Damit gewann Leni Lohmar als erstes Mitglied der Schwimmfreunde Bonn eine olympische Medaille.
Leni Lohmar heiratete ihren Trainer Hermann Henze. Nach dem Zweiten Weltkrieg wechselte Gisela Jacob-Arendt nach Bonn und zusammen mit Ruth Henschel und Gerda Fessler-Hoßfeldt gewannen Leni Henze und Gisela Jacob von 1949 bis 1952 viermal die deutsche Meisterschaft mit der Freistilstaffel. 
Nach ihrer Karriere war Leni Henze Schwimmlehrerin bei den SSF Bonn. Nach 50 Jahren Mitgliedschaft in ihrem Verein wurde sie 1979 zum Ehrenmitglied des Vereins ernannt.